# Братова (Караш-Северин)
Братова (рум. Bratova) насеље је у Румунији у округу Караш-Северин у општини Тарнова. Oпштина се налази на надморској висини од 282 m.

## Историја
По "Румунској енциклопедији" се први пут помиње 1495. године. Поседовао га је извесни властелин Брат. До 1956. године било је насеље заселак суседног места Тарнова.

## Становништво
Према подацима из 2002. године у насељу је живело 47 становника, од којих су сви румунске националности.